# Asplenium haughtonii
Asplenium haughtonii är en svartbräkenväxtart som först beskrevs av William Jackson Hooker, och fick sitt nu gällande namn av Bir, Fraser-jenk. och Lovis. Asplenium haughtonii ingår i släktet Asplenium och familjen Aspleniaceae. Inga underarter finns listade.